# Glimstedt (advokatfirma)
Glimstedt är en svensk advokatbyrå med ursprung från advokaten Ivar Glimstedt (1894-1966) som var verksam i Göteborg från 1923. Den 3 januari 1935 registrerade han Advokatfirman Ivar Glimstedt.
Advokatbyrån är verksam inom de flesta rättsområden med fokus på affärsjuridik. Byrån har närmare 250 anställda Sverige och Baltikum. 